# Вероніка Вієйра
Вероніка Вієйра (ісп. Verónica Vieyra; нар. 24 березня 1968) — аргентинська кіноакторка. В Україні стала відомою завдяки ролі сеньйорити Вікторії в серіалі «Дикий ангел».

## Біографія
Народилась Вероніка Вієйра 24 березня 1968 року в місті Гвалегвайчу провінції Ентре-Ріос (Аргентина). Популярною акторка стала після зйомок в теленовелі «Дикий ангел», в якій вона зіграла роль доньки Федеріко ді Карло і сестри Іво та Мілагрос.

## Особисте життя
В 1986 року вийшла заміж за співака Сілвестре, якому народила двох доньок Макарену (1989) і Камілу (1995). В 2010 році стало відомо, що пара розлучилась.

## Фільмографія
- 1994 — Incoquistable corazón (телесеріал)
- 1994 — Sin Condena (телесеріал)
- 1998—1999 — Дикий ангел (телесеріал)
- 1999 — Cabecita (телесеріал)
- 2001 — PH (телесеріал)
- 2005 — Amor en custodia (телесеріал)
- 2005 — Se dice amor (телесеріал)